# Dahlia Gillespie
Dahlia Gillespie este un personaj fictiv al seriei de jocuri PC Silent Hill și al filmului cu același nume.
Dahlia Gillespie este o femeie bătrână excentrică care hoinărește pe străzile pustii ale Silent Hill-ului. Unii dintre locuitorii orașului cred că ea este un profet, dar majoritatea cred că și-a pierdut mințile în perioada în care fiica sa, Alessa a fost arsă pe rug, fiind considerată o vrăjitoare. Dahlia nu dă niciodată vreo explicație clară pentru lucrurile care se întâmplă în oraș, totuși ea îl călăuzește pe Harry (personajul principal al jocului) pe "calea cea dreaptă". Ea preferă să vorbească prin ghicitori sau proverbe prin intermediul cărora ea dă indicii despre lucrurile care se întâmplă și despre cele care se vor întâmpla.
"Ce nu s-a întâmplat cum am spus eu? Văd totul acum. Da...totul! Înfometați de sacrificii, demonii vor înghiți aceste locuri! Știu că această zi va veni! Și în plus, misiunea e aproape îndeplinită! Mai sunt doar două... să împingă acest oraș în abis, simbolul lui Samael! Când va fi terminat, totul va fi pierdut! Chiar și pe durata zilei, întunericul va acoperi soarele! Morții vor trăi iar matirii vor arde în focurile iadului! Toți vor muri!"

Dahlia apare pentru prima data în biserica din Silent Hill și reapare de câteva ori pe parcursul jocului, de obicei după ce caracterul principal Harry Mason îndeplinește una dintre misiunile importante. Ea îl asistă pe Harry și îi dă chei care îl ajută să progreseze.

## Istorie
Dahlia Gillespie este o preoteasă al Ordinului, un cult care este obsedat de exterminarea potențialelor cauze care ar putea provoca apocalipsa. În cadrul jocului vârsta sa este specificată ca fiind undeva în jurul a 45-46 de ani, totuși judecând după aspectul său fizic ea pare mult mai batrână. Dahlia este mama Alessei, care are puteri telekinetice, care își fac simțită prezența încă din copilăria sa. Aceste puteri sunt receptate de către colegii săi de clasă ca fiind vrăjitorii. Sperând să readucă "credința" în sufletul fiicei sale, Dahlia se folosește de ritualuri oculte practicate de către ordinul din care face parte. Pentru a-i impregna această credință, ea dă foc casei în care locuiesc, lăsând-o pe fiica sa încuiată în locuință. Oficialitățile au declarat incendiul un accident iar Alessa a rămas desfigurată pentru totdeauna.